# Krzysztof Wróblewski

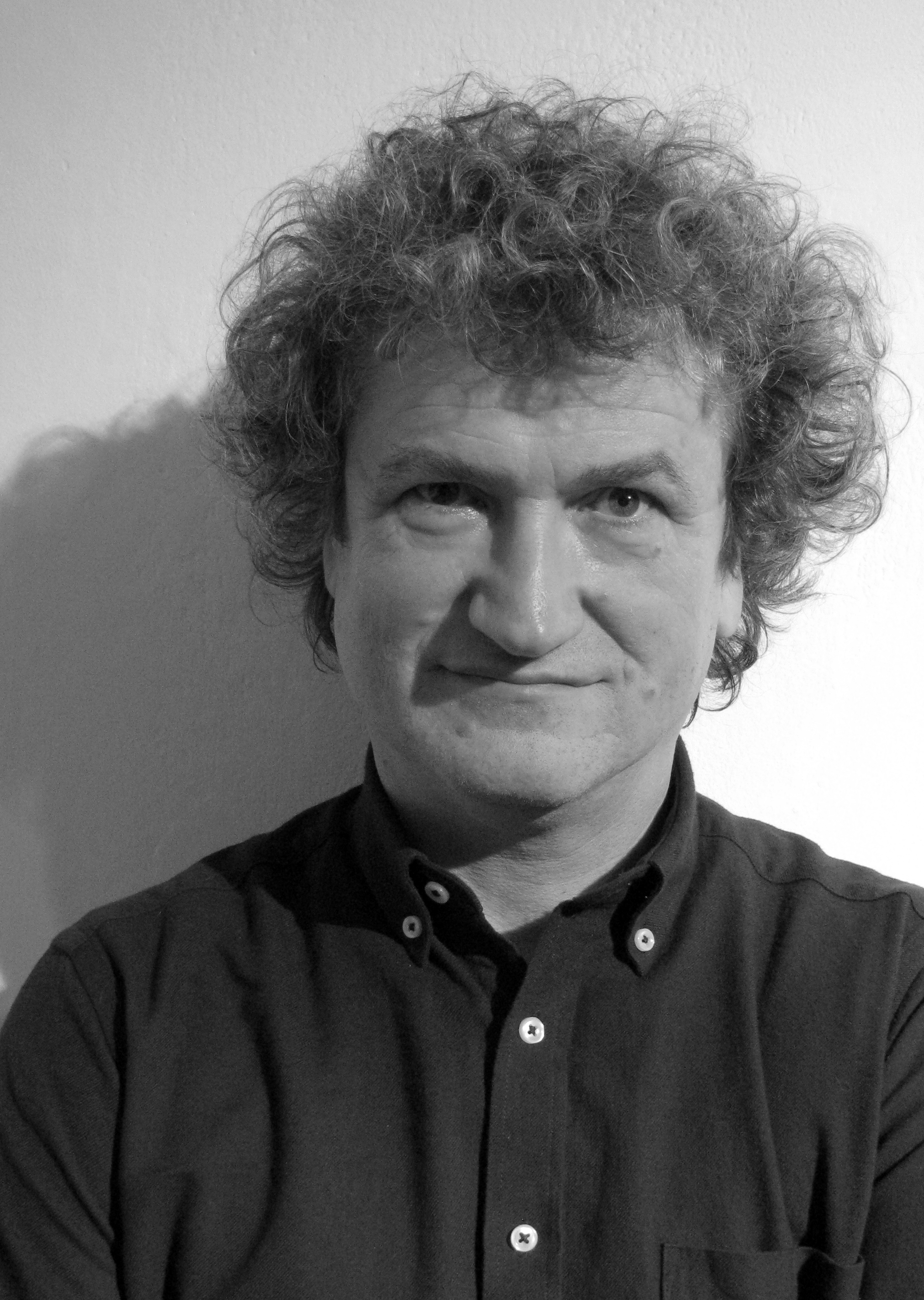
Krzysztof Wróblewski (2017)

Krzysztof Wróblewski (* 22. August 1962 in Przasnysz) ist ein polnischer Maler und Bildhauer.

## Leben
Er studierte in Danzig an der Akademie der Künste und machte ein Diplom im Bereich Malerei. Seit 1989 ist er Lehrbeauftragter für Bildende Kunst an der Fakultät für Architektur der Technischen Universität Danzig. 
Seine Arbeiten zeigte er in Ausstellungen in Polen sowie im Ausland. In Deutschland waren seine Werke u. a. in Bremen und Karlsruhe zu sehen. 2004 erhielt er das Bremer Kunststipendium, einen dreimonatigen Aufenthalt in Bremen. Er wurde zudem mit dem Stipendium der Region Pommern ausgezeichnet. 
Er lebt in Danzig.